# Ральф Шоув
Ральф Шоув (англ. Ralph Shove, 31 травня 1889 — 2 лютого 1966) — британський академічний веслувальник.
Срібний призер Олімпійських Ігор 1920 року в складі вісімки.